# Earth Mama
Earth Mama è un film del 2023 scritto e diretto da Savanah Leaf. 
La pellicola è l'adattamento cinematografico del cortometraggio The Heart Still Hums di Taylor Russell e della stessa Leaf.

## Trama
Gia è una ragazza madre incinta del terzo figlio, decisa a riprendersi i due figli attualmente in affido.

## Promozione
Il primo trailer del film è stato diffuso il 16 maggio 2023.

## Distribuzione
Il film è stato presentato in anteprima mondiale il 20 gennaio 2023 al Sundance Film Festival, prima di essere distribuito nelle sale statunitensi il 7 luglio dello stesso anno.

## Accoglienza
Il film è stato accolto positivamente dalla critica. L'aggregatore di recensioni Rotten Tomatoes riporta il 96% di recensioni positive, con un punteggio medio di 7,6 su 10 basato sul parere di 49 critici.

## Riconoscimenti
- 2023 – British Independent Film Awards
  - Premio Douglas Hickox al miglior regista esordiente per Savanah Leaf
  - Candidatura per la miglior interpretazione protagonista per Tia Nomore
  - Candidatura per il miglior casting a Salome Oggenfuss, Geraldine Barón e Abby Harri
- 2023 – Independent Spirit Awards[5]
  - Candidatura per il miglior film d'esordio
  - Candidatura per la miglior performance rivelazione per Tia Nomore